# Tëtelbierg
Tëtelbierg är ett berg i Luxemburg.   Det ligger i distriktet Luxemburg, i den sydvästra delen av landet, 21 kilometer väster om huvudstaden Luxemburg. Toppen på Tëtelbierg är 399 meter över havet, eller 11 meter över den omgivande terrängen. Bredden vid basen är 0,52 km.
Terrängen runt Tëtelbierg är huvudsakligen platt, men den allra närmaste omgivningen är kuperad.  Runt Tëtelbierg är det tätbefolkat, med 442 invånare per kvadratkilometer.. Närmaste större samhälle är Esch-sur-Alzette, 10,0 kilometer sydost om Tëtelbierg. 
Runt Tëtelbierg är det i huvudsak tätbebyggt.